# Kaloyan

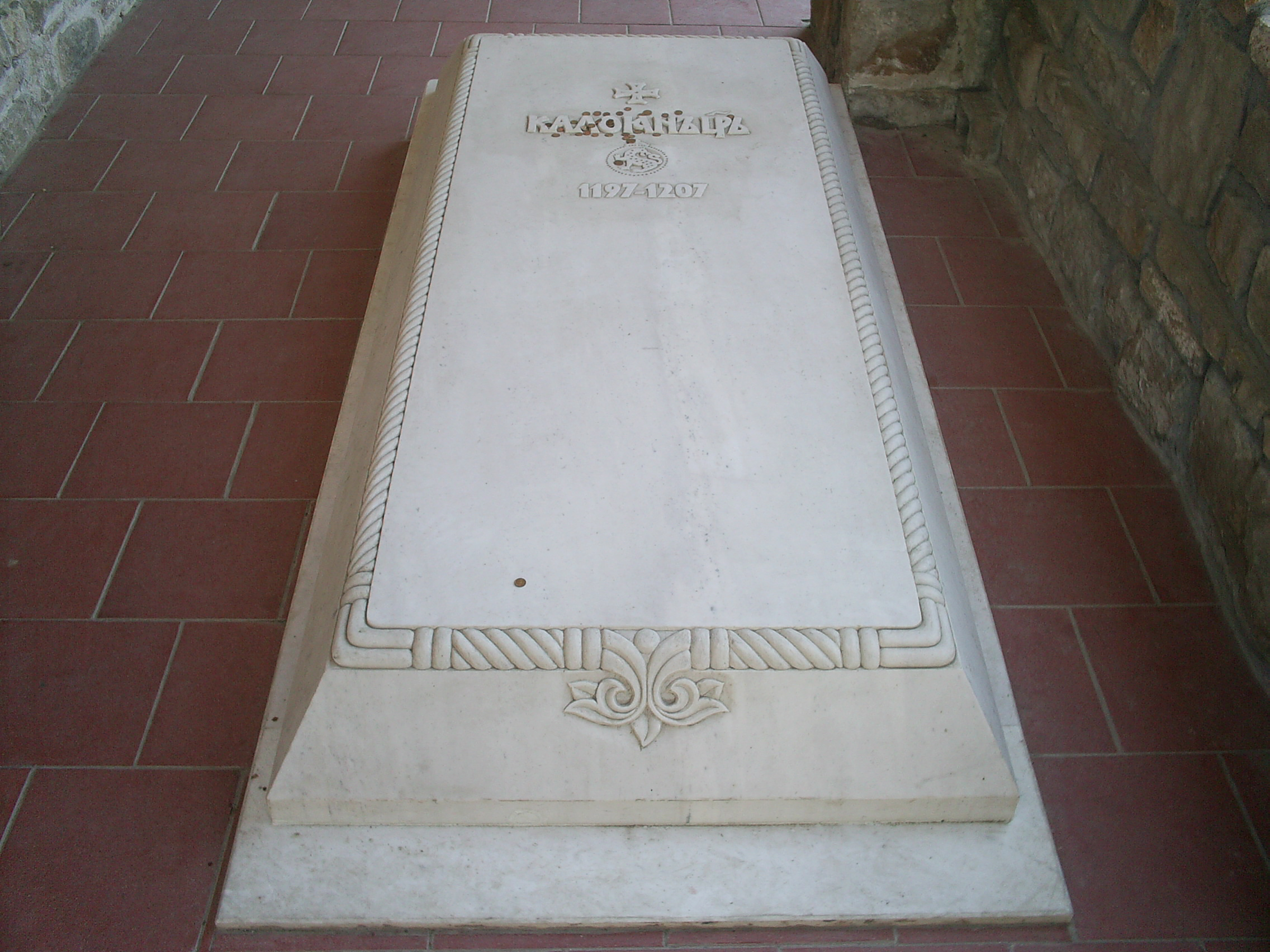
Sépulture de Calojean à Veliko Tarnovo.

Kaloyan (en bulgare : Иван Калоян, en français ancien Joanisse Calojean de l'aroumain Ionițã Caloian), parfois francisé en Calojean, né vers 1170 et mort assassiné le 8 octobre 1207, est de 1197 à sa mort le tsar du Regnum Bulgarorum et Valachorum (selon les chroniques de l'époque) soit « royaume des Bulgares et des Valaques », aujourd'hui appelé « Second Empire bulgare » ou encore « royaume bulgaro-valaque ».
Son nom vient du grec Kaloioannis (beau Jean) et son prénom de baptême est devenu son nom avec cette épithète.
Kaloyan adopte le surnom de « tueur de Romains » par analogie avec l'empereur Basile II, le « tueur de Bulgares » et se montre impitoyable envers les Byzantins pour se venger des Bulgares assassinés et aveuglés. Il se considère comme l'héritier des tsars bulgares Samuel, Pierre Ier et Siméon Ier le Grand, et son état (le Second Empire bulgare) comme une continuation du Premier Empire bulgare.

## Biographie

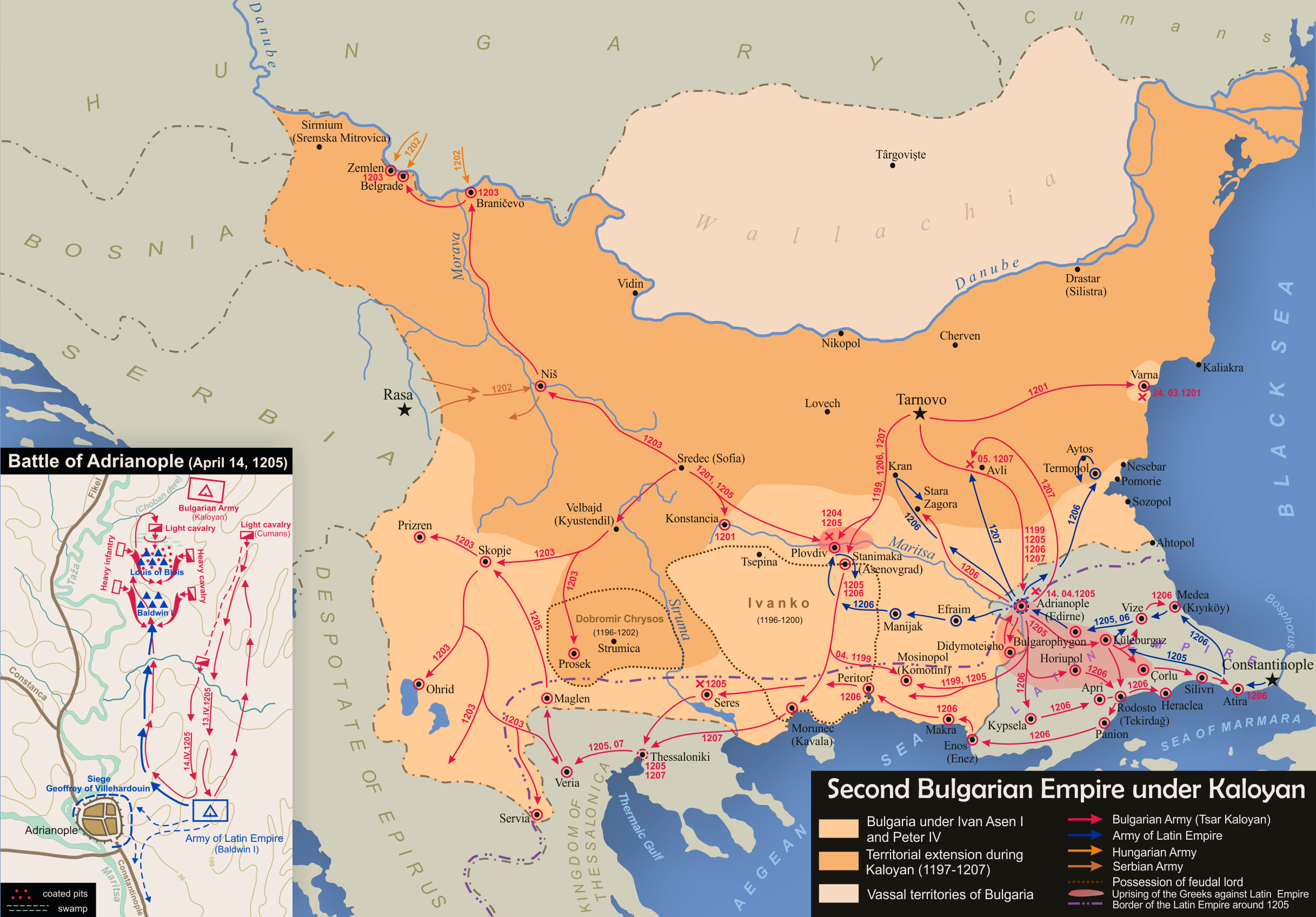
Les conquêtes de Jean Calojean.

### Jeunes années
Kalojan est le jeune frère d'Ioan Asen I et de Pierre Asen, fondateurs de la dynastie des Asénides et initiateurs de la révolte bulgaro-valaque de 1185, qui aboutit à la création du deuxième empire bulgare. En 1188, il est encore mentionné comme un adolescent, il n'est donc vraisemblablement pas né avant 1170. Kalojan a pour nom de baptême Ivan (Jean) mais il est appelé Johannitsa (petit Jean), car son frère aîné a aussi Ivan comme nom de baptême. Son surnom de Kalojan est une déformation de son surnom grec de Jean le Beau (Kallos Ioannis). Toutefois, les Byzantins le dénomment parfois Skyloioannes, un patronyme plus négatif, qui signifie Jean le Chien. Ainsi, dans les fresques du monastère de Dragalevtsi ou dans celles du monastère de Sucevița, il est dénommé Skaloyan ou Scaluian.
Quand les Byzantins s'emparent de la femme d'Ivan Asen, Kaloyan est envoyé comme otage à Constantinople en échange de sa libération, au printemps 1188. Kaloyan est à son tour libéré, à une date inconnue, probablement en 1189, à moins qu'il ne se soit échappé. Dans tous les cas, il est présent en Bulgarie quand Ivanko assassine Ivan Asen en 1196 et s'empare brièvement du pouvoir, avant d'être chassé par Pierre. 

### Règne
Le chroniqueur byzantin Nicétas Choniatès rapporte que le tsar Pierre fait de Kaloyan son principal ministre, pour partager le gouvernement de l'Empire bulgare. Après la mort de Pierre en 1197, Kaloyan lui succède. Dès son arrivée au pouvoir, il se distingue par une politique agressive envers les Byzantins. Il lance plusieurs raids contre la Thrace et envoie un émissaire auprès du pape Innocent III pour demander l'envoi d'un légat papal en Bulgarie, de manière à reconnaître sa légitimité en tant que souverain. Innocent III profite de l'occasion pour affermir son autorité dans les Balkans, alors principalement dominés par le patriarcat de Constantinople sur un plan religieux. 
De son côté, l'empereur byzantin Alexis III Ange tente de renforcer la défense de sa frontière avec les Bulgares en engageant divers commandants valaques. Il confie notamment la défense de Philippopolis à Ivanko, passé du côté byzantin. Ivanko prend deux forteresses aux Bulgares dans la région des Rhodopes mais, dès 1198, il se détourne d'Alexis III. Au printemps et à l'automne 1198, les Valaques et les Coumans, installés au nord du Danube, lancent un raid contre les Byzantins. Le rôle de Kaloyan est alors flou. Selon Choniatès, il n'aurait pas autorisé cette troupe à traverser son territoire néanmoins, il en profite pour prendre les cités de Braničevo, Velbazd, Skopje et Prizren aux Byzantins. 
En 1199, le pape Innocent III l'invite à unir l'Église bulgare et valaque (métropole de Tǎrnovo) à l'Église catholique. Calojean répond à cette demande en 1202, en échange du titre de tsar (césar, empereur) pour lui et de la nomination du patriarche de Tǎrnovo comme archevêque-primat de l'Église bulgaro-valaque. Le pape, qui ne voulait pas faire telle concession, a envoyé un cardinal, qui a simplement reconnu à Calojean le titre de rex Bulgarorum et Blachorum, tandis que le basileus byzantin Alexis III Ange le reconnaît comme tsar et lui promet de reconnaître au métropolite de Tǎrnovo le titre de patriarche de l'Église bulgare et valaque.
En 1204, la quatrième croisade aboutit à la prise de Constantinople par les croisés et à la fondation de l'Empire latin d'Orient. Baudouin VI de Hainaut en devient l'empereur, et décide de conquérir les anciennes terres de l'Empire byzantin, y compris le Regnum Bulgarorum et Valachorum. Le conflit qui s'annonçait était attendu par l'aristocratie grecque en Thrace, mécontente des croisés, qui offrit sa soumission à Calojean. Le 14 avril 1205, l'armée de celui-ci surprend la cavalerie latine dans le nord d'Andrinople/Edirne et vainc l'armée de la quatrième croisade. L'empereur Baudouin est capturé, le comte Louis de Blois est tué, et le Doge de Venise Enrico Dandolo, qui survit à la bataille, ramène précipitamment les restes de l'armée à Constantinople, mais meurt d'épuisement durant cette retraite. Dans la même campagne, Calojean conquiert Serrès et Philippopolis, et aussi une grande partie des territoires latins en Thrace et Macédoine.
Calojean est assassiné, selon certains historiens, le 8 octobre 1207 pendant le siège de Thessalonique, peu après le début de la bataille de Mosynopolis, par le chef de ses mercenaires Coumans, Manastar. Les Grecs ne manquent pas d'attribuer sa mort soudaine à un miracle réalisé par saint Démétrios, le patron de la ville.

## Famille
Il a deux enfants :
- Bethleem,
- Marie, qui épouse en 1209 Henri Ier de Hainaut, empereur latin de Constantinople.

## Postérité
Kaloyan est le personnage principal du film bulgare Kaloyan, réalisé en 1963 par Dako Dakovski.
Le nunatak Kaloyan (en), situé sur l'île Livingston en Antarctique, a été nommé en son honneur.

## Sources
- (en) Florin Curta, Southeastern Europe in the Middle Ages, 500-1250, Cambridge/New York, Cambridge University Press, 2019, 496 p. (ISBN 9780521894524)
- (en) John Fine, The Late Medieval Balkans : A Critical Survey from the Late Twelfth Century to the Ottoman Conquest, Ann Arbor, Michigan: University of Michigan Press, 1994 (ISBN 0-472-08260-4)
- (en) Alexandru Madgearu (trad. du roumain), The Asanids : the political and military history of the second Bulgarian Empire (1185-1280), Leiden/Boston, Brill, 2016, 359 p. (ISBN 9789004333192, lire en ligne), p. 111
- (en) István Vásáry, Cumans and Tatars: Oriental Military in the Pre-Ottoman Balkans, 1185–1365, Cambridge University Press, 2005 (ISBN 0-521-83756-1)